# Planes: Fire & Rescue
Planes: Fire & Rescue (Nederlandse titel: Planes 2: Redden & Blussen) is een Amerikaanse animatiefilm uit 2014, geregisseerd door Roberts Gannaway. De film is het vervolg op Planes. De film ging in première op 15 juli 2014 in Hollywood.

## Verhaal
Als Dusty erachter komt dat zijn motor beschadigd is, kan hij misschien nooit meer racen. Dusty moet iets anders bedenken. Als er door een ongeluk brand ontstaat, wordt het vliegveld gesloten. Dusty besluit om zijn bevoegdheid te gaan halen als brandbestrijder om zo het vliegveld weer open te krijgen, en komt hierdoor in de wereld van het luchtbrand blussen terecht. Dusty sluit zich aan bij het team van de veteraan brand en redding helikopter Blade Ranger, die Dusty gaat trainen. Dusty leert daar wat er nodig is om een echte held te worden.

## Rolverdeling
| Personage                                                   | Taal                   | Taal                      | Taal                    |
| Personage                                                   | Originele versie       | Nederlandse versie        | Vlaamse versie          |
| ----------------------------------------------------------- | ---------------------- | ------------------------- | ----------------------- |
| Dusty Crophopper                                            | Dane Cook              | Huub Dikstaal             | Dieter Troubleyn        |
| Blade Ranger                                                | Ed Harris              | Bart Oomen                | Hans De Munter          |
| Lil' Dipper / Dipper                                        | Julie Bowen            | Leona Philippo            | Ella Leyers             |
| Maru                                                        | Curtis Armstrong       | Hans Somers               | Jenne Decleir           |
| Cad Spinner                                                 | John Michael Higgins   | Jeroen Spitzenberger      | Dominique Van Malder    |
| Mayday                                                      | Hal Holbrook           | Leo Richardson            | Arnold Willems          |
| Windlifter                                                  | Wes Studi              | Mike Ho Sam Sooi          | Ludo Hellinx            |
| Chug / Teug                                                 | Brad Garrett           | Negativ (Maurits Delchot) | Hubert Damen            |
| Dottie                                                      | Teri Hatcher           | Sanne Wallis de Vries     | Charlotte Vandermeersch |
| Skipper                                                     | Stacy Keach            | Arnold Gelderman          | Marc Peeters            |
| Leadbottom / Loodbodem                                      | Cedric the Entertainer | Humphrey Campbell         | Eddy Vereycken          |
| Sparky                                                      | Danny Mann             | Pieter Derks              | Sven De Ridder          |
| Ol' Jammer / Jammer                                         | Barry Corbin           | Just Meijer               | Luk D'Heu               |
| Dynamite                                                    | Regina King            | Nurlaila Karim            | Jits Van Belle          |
| Winnie                                                      | Anne Meara             | Maria Lindes              | Nicky Langley           |
| Harvey                                                      | Jerry Stiller          | Reinder van der Naalt     | Fred Van Kuyk           |
| Secretary Of The Interior / Minister van Binnenlandse Zaken | Fred Willard           | Victor van Swaay          | Jeroen Maes             |

Overige stemmen - Originele versie: Caroline Aaron, Ferrell Barron, Roberts Gannaway, Kate Micucci, Masasa Moyo, Brad Paisley en Fred Tatasciore.
Overige stemmen - Nederlandse versie: Frans Limburg, Fleur Huijsdens, Finn Poncin, Jürgen Theuns, Paul Disbergen, Ad Knippels, Pim Veth, Rutger le Poole, Meghna Kumar, Hein van Beem, Donna Vrijhof, Marjolein Algera, Murth Mossel, Nine Meijer, Jeroen Keers, Stephan Holwerda, Hilde de Mildt, Ruben Lürsen, Hymke de Vries en Nadine Lambour.
Overige stemmen - Vlaamse versie: Ivan Pecnik, Pieter-Jan De Smet, Pepijn Caudron, Jakob Beks, Erika Van Tielen, Tina Maerevoet, Bert Van Poucke, Anke Helsen en Gerdy Swennen.